# Petruskirche (Walkersbach)

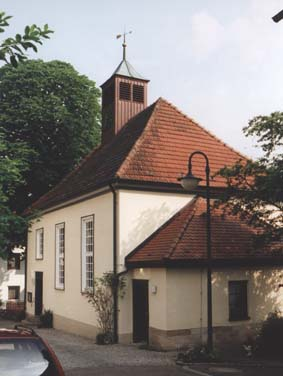
Petruskirche in Walkersbach

Die evangelische Petruskirche steht in Walkersbach, einem Stadtteil von Plüderhausen im Rems-Murr-Kreis in Baden-Württemberg. Die Kirche gehört zur Evangelischen Landeskirche in Württemberg. Namensgeber der Kirche ist Simon Petrus.

## Geschichte
Bereits 1523 wird in Walkersbach eine Kirche „im Talgrund“ erwähnt, sie war eine Filialkapelle von Oberurbach. Die heutige Kirche wurde 1669 erbaut und 1826 erneuert. Der Innenraum erhielt seine jetzige Gestalt beim Umbau 1963.
Walkersbach war bis 1991 eine Filiale von Urbach. Mit Wirkung vom 15. Oktober 1991 wurde die Gesamtkirchengemeinde Urbach-Walkersbach aufgelöst, seither wird die Kirchengemeinde Walkersbach vom Pfarramt Plüderhausen betreut.

## Architektur und Innenausstattung

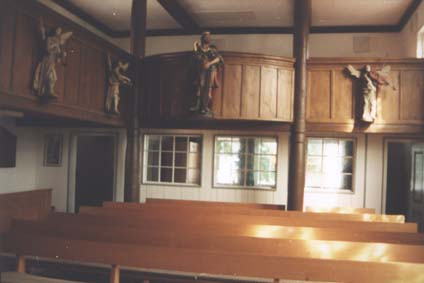
Innenraum mit Holzfiguren aus dem 18. Jahrhundert

Die Petruskirche ist eine Saalkirche mit einem Walmdach und einem Dachreiter mit Schallöffnungen für die Glocken. Der Innenraum hat eine flache Decke und an zwei Seiten hölzerne Emporen.
Bemerkenswert sind die Kanzel mit reicher Kunstschreinerarbeit der Zeit um 1570 sowie Holzfiguren (Musizierende Engel und König David mit der Harfe) aus dem 18. Jahrhundert an den Brüstungen der Emporen.